# Videójáték alapján készült regények listája

## Lista
| Videójáték                 | Cím                                                               | Szerző(k)                     | ISBN                   | Műfaj            | Melléklet |
| -------------------------- | ----------------------------------------------------------------- | ----------------------------- | ---------------------- | ---------------- | --------- |
| Assassin's Creed           | Assassin's Creed: Titkos Keresztes Háború                         | Oliver Bowden                 | ISBN 978-963-9861-38-1 | Akció ~ Kaland   |           |
| Assassin's Creed           | Assassin's Creed: Reneszánsz                                      | Oliver Bowden                 | ISBN 978-963-9861-34-3 | Akció ~ Kaland   |           |
| Assassin's Creed           | Assassin's Creed: Testvériség                                     | Oliver Bowden                 | ISBN 978-963-9861-35-0 | Akció ~ Kaland   |           |
| Assassin's Creed           | Assassin's Creed: Jelenések                                       | Oliver Bowden                 | ISBN 978-963-9861-42-8 | Akció ~ Kaland   |           |
| Assassin's Creed           | Assassin's Creed: Árulás                                          | Oliver Bowden                 | ISBN 978-963-9861-50-3 | Akció ~ Kaland   |           |
| Assassin's Creed           | Assassin’s Creed: Fekete lobogó                                   | Oliver Bowden                 | ISBN 978-963-9861-60-2 | Akció ~ Kaland   |           |
| Assassin's Creed           | Assassin’s Creed: Egység                                          | Oliver Bowden                 | ISBN 978-615-5514-13-5 | Akció ~ Kaland   |           |
| Assassin's Creed           | Assassin’s Creed: Alvilág                                         | Oliver Bowden                 | ISBN 978-615-5514-44-9 | Akció ~ Kaland   |           |
| Battlefield                | Battlefield 3: Az orosz                                           | Andy Mcnab és Peter Grimsdale | ISBN 978-963-9861-36-7 | Akció ~ Kaland   |           |
| Battlefield                | Battlefield 4: A háború küszöbén                                  | Peter Grimsdale               | ISBN 978-963-9861-59-6 | Akció ~ Kaland   |           |
| Bioshock                   | Bioshock: Rapture ~ A víz alatti város                            | John Shirley                  | ISBN 978-963-9451-40-7 | Akció ~ Kaland   |           |
| Command & Conquare         | Command & Conquare: Tiberium wars                                 | Keith R. A. DeCandido         | ISBN 978-963-9940-12-3 | Stratégia        |           |
| Deus Ex                    | Deus Ex: Ikarosz-hatás                                            | James Swallow                 | ISBN 978-963-9861-48-0 | Akció ~ Sci-Fi   |           |
| Diablo                     | Diablo: A vér szava                                               | Richard A. Knaak              | ISBN 9633680913        | Akció ~ Fantasy  |           |
| Diablo                     | Diablo: A Gonosz ösvénye                                          | Mel Odom                      | ISBN 9633683017        | Akció ~ Fantasy  |           |
| Diablo                     | Diablo: Az árnyak birodalma                                       | Richard A. Knaak              | ISBN 9633684811        | Akció ~ Fantasy  |           |
| Dragon Age                 | Dragon Age: Az elorzott trón                                      | David Gaider                  | ISBN 978-963-9940-09-3 | Kaland ~ Fantasy |           |
| Dragon Age                 | Dragon Age: A hívás                                               | David Gaider                  | ISBN 978-963-9940-18-5 | Kaland ~ Fantasy |           |
| Dragon Age                 | Dragon Age: Asunder (fordítás alatt, végleges cím még nem ismert) | David Gaider                  | ISBN                   | Kaland ~ Fantasy |           |
| Gears of War               | Gears of War: Aspho-mezők                                         | Karen Traviss                 | ISBN 978-963-9940-28-4 | Akció ~ Sci-Fi   |           |
| Gears of War               | Gears of War: Jacinto romjai                                      | Karen Traviss                 | ISBN 978-963-9940-40-6 | Akció ~ Sci-Fi   |           |
| Gears of War               | Gears of War: Üllő kapu                                           | Karen Traviss                 | ISBN 978-963-9940-44-4 | Akció ~ Sci-Fi   |           |
| Gears of War               | Gears of War: A koalíció vége                                     | Karen Traviss                 | ISBN 978-963-4972-56-3 | Akció ~ Sci-Fi   |           |
| Gears of War               | Gears of War: A Kripta 1.                                         | Karen Traviss                 | ISBN                   | Akció ~ Sci-Fi   |           |
| Gears of War               | Gears of War: A Kripta 2.                                         | Karen Traviss                 | ISBN                   | Akció ~ Sci-Fi   |           |
| Guild Wars                 | Guild Wars: Ascalon kísértetei                                    | Matt Forbeck és Jeff Grubb    | ISBN 978-963-0836-97-5 | Kaland ~ Fantasy |           |
| Guild Wars                 | Guild Wars: A végzet pereme                                       | J. Robert King                | ISBN 978-963-8962-20-1 | Kaland ~ Fantasy |           |
| Halo                       | Halo: A Reach bukása                                              | Eric Nylund                   | ISBN 978-963-9940-20-8 | Akció ~ Sci-Fi   |           |
| Halo                       | Halo: Az áradat                                                   | William C. Dietz              | ISBN 978-963-9940-30-7 | Akció ~ Sci-Fi   |           |
| Halo                       | Halo: Az első csapás                                              | Eric Nylund                   | ISBN 978-963-9940-41-3 | Akció ~ Sci-Fi   |           |
| Halo                       | Halo: Az Onyx szellemei (fordítás alatt)                          | Eric Nylund                   | ISBN                   | Akció ~ Sci-Fi   |           |
| Mass Effect                | Mass Effect: Felismerés                                           | Drew Karpyshyn                | ISBN 978-963-9940-17-8 | Akció ~ Sci-Fi   |           |
| Mass Effect                | Mass Effect: Felemelkedés                                         | Drew Karpyshyn                | ISBN 978-963-9940-33-8 | Akció ~ Sci-Fi   |           |
| Mass Effect                | Mass Effect: Megtorlás                                            | Drew Karpyshyn                | ISBN 978-963-9940-26-0 | Akció ~ Sci-Fi   |           |
| Mass Effect                | Mass Effect: Megtévesztés                                         | William C. Dietz              | ISBN 978-963-9940-32-1 | Akció ~ Sci-Fi   |           |
| Total War                  | Rome: Total War - Karthágónak vesznie kell                        | David Gibbins                 | ISBN 978-963-8962-23-2 | Akció ~ Háború   |           |
| Total War                  | Rome: Total War - Attila kardja                                   | David Gibbins                 | ISBN 978-963-8962-25-6 | Akció ~ Háború   |           |
| StarCraft                  | StarCraft: Tűzkeresztség                                          | Jeff Grubb                    | ISBN                   | Sci-Fi           |           |
| StarCraft                  | StarCraft: A teremtők árnyai                                      | Gabriel Mesta                 | ISBN                   | Sci-Fi           |           |
| StarCraft                  | StarCraft: Ámokfutás                                              | Tracy Hickman                 | ISBN                   | Sci-Fi           |           |
| StarCraft                  | StarCraft: A pengék királynője                                    | Aaron Rosenberg               | ISBN                   | Sci-Fi           |           |
| StarCraft                  | StarCraft: Nova                                                   | Keith R. A. Decandido         | ISBN                   | Sci-Fi           |           |
| The Elder Scrolls          | The Elder Scrolls: Pokoli város                                   | Greg Keyes                    | ISBN 978-963-3950-22-7 | Kaland ~ Fantasy |           |
| The Elder Scrolls          | The Elder Scrolls: Lelkek ura                                     | Greg Keyes                    | ISBN 978-963-395-160-6 | Kaland ~ Fantasy |           |
| Tom Clancy's Splinter Cell | Splinter Cell: Barrakuda művelet                                  | David Michaels                | ISBN 978-963-9910-36-2 | Akció            |           |
| Tom Clancy's Splinter Cell | Splinter Cell: Sakk-matt                                          | David Michaels                | ISBN 978-963-9910-51-5 | Akció            |           |
| Uncharted                  | Uncharted: A negyedik labirintus                                  | Christopher Golden            | ISBN 978-963-9861-37-4 | Kaland           |           |